# لويد كيرنز
لويد كيرنز هو سياسي أمريكي، ولد في 27 أبريل 1921 في مقاطعة يونيون في الولايات المتحدة، وتوفي في 7 سبتمبر 1986 في Raymond, Ohio ‏ في الولايات المتحدة. نشط حزبياً في الحزب الجمهوري. وقد انتخب عضو مجلس نواب أوهايو ‏.